# Conium chaerophylloides
Conium chaerophylloides är en flockblommig växtart som beskrevs av Christian Friedrich Frederik Ecklon och Carl Ludwig Philipp Zeyher. Conium chaerophylloides ingår i släktet odörter, och familjen flockblommiga växter. Inga underarter finns listade i Catalogue of Life.